# 1803 в Україні

## Особи

### Народились
- 26 квітня, Кулжинський Іван Григорович (1803—1884) — український педагог, письменник, історик, етнограф. Учитель Миколи Гоголя, Євгена Гребінки, Нестора Кукольника.
- 14 червня, Антоній Манастирський (1803—1869) — ректор Львівського університету (1845—1846), римо-католицький Перемишльський єпископ (1863—1869), посол-віриліст до Галицького крайового сейму.
- 16 червня, Струков Петро Ананійович (1803—1881) — катеринославський та олександрівський поміщик, маршалок шляхти Катеринославської губернії.
- 13 вересня, Маурицій Мохнацький (1803—1834) — польський громадський і політичний публіцист, один з теоретиків польського романтизму, піаніст.
- 24 вересня, Бунге Олександр Андрійович (1803—1890) — український та російський ботанік, дійсний член Імператорської АН, професор Дерптського університету.
- 13 жовтня, Ількевич Григорій Степанович (1803—1841) — український фольклорист, етнограф і педагог.
- 14 жовтня, Коновніцин Петро Петрович (син) (1803—1830) — декабрист, граф, поручник Гвардійського генерального штабу. Учасник російсько-турецької війни 1828—1829 років.
- Блонський Кирило Іванович (1803—1852) — греко-католицький священик, активний діяч галицького культурного відродження, депутат австрійського сейму.
- Вересай Остап Микитович (1803—1890) — виконавець народних дум, історичних, побутових, жартівливих та сатиричних пісень.
- Сердюків Іван (1803—1886), культурний діяч родом з Полтавщини, секретар генерального-губернатора Лівобережної України, мировий посередник на Могилевщині.
- Судієнко Михайло Йосипович (1803—1874) — історик і громадський діяч.
- Станіслав Яшовський (1803—1842) — польський шляхтич, письменник, поет, критик, історик, журналіст, драматург.

### Померли
- 21 січня, Кирило Розумовський (1728—1803) — український військовий, політичний і державний діяч. Останній гетьман Війська Запорозького.
- 3 жовтня, Беклешов Сергій Андрійович (1752—1803) — генерал-лейтенант, військовий губернатор Архангельська та Миколаєва.
- Білявський Остап (1740—1803) — український художник-портретист.
- Богданович Петро Іванович (1750—1803) — перекладач, видавець, редактор.
- Віктор (Садковський) (? — 1803) — український церковний діяч, капелан Православної Церкви у Варшаві. Єпископ Чернігівський Відомства православного сповідання Російської імперії.

## Засновані, створені
- Свято-Нікольський соборний храм (Миколаїв)
- Міський сад (Одеса)
- Одеське градоначальництво
- Гурзуфський парк
- Палац Розумовського (Батурин)
- Церква Покрови Пресвятої Богородиці (Дітківці)
- Костел Небовзяття Пресвятої Діви Марії (Копичинці)
- Березівка (Більмацький район)
- Кофанівка
- Мала Олександрівка (Великоолександрівський район)
- Молочанськ
- Нижня Хортиця
- Сокириха
- Старокасянівське

## Зникли, скасовані
- Монастир Миколи Йорданського